# Portugiesisch-são-toméische Beziehungen
Die portugiesisch-são-toméischen Beziehungen beschreiben das zwischenstaatliche Verhältnis von São Tomé und Príncipe und Portugal. Die Länder sind seit dem 15. Jahrhundert eng verbunden und unterhalten seit 1975 direkte diplomatische Beziehungen. Sie sind Gründungsmitglieder der Gemeinschaft der Portugiesischsprachigen Länder.
2017 lebten etwa 2.500 Portugiesen in São Tomé und Príncipe. Sie sind dort vornehmlich in kleinen und mittleren Unternehmen oder in der Entwicklungszusammenarbeit tätig. In Portugal lebten 2010 etwa 10.500 São-Toméer.

## Geschichte

### Bis 1975

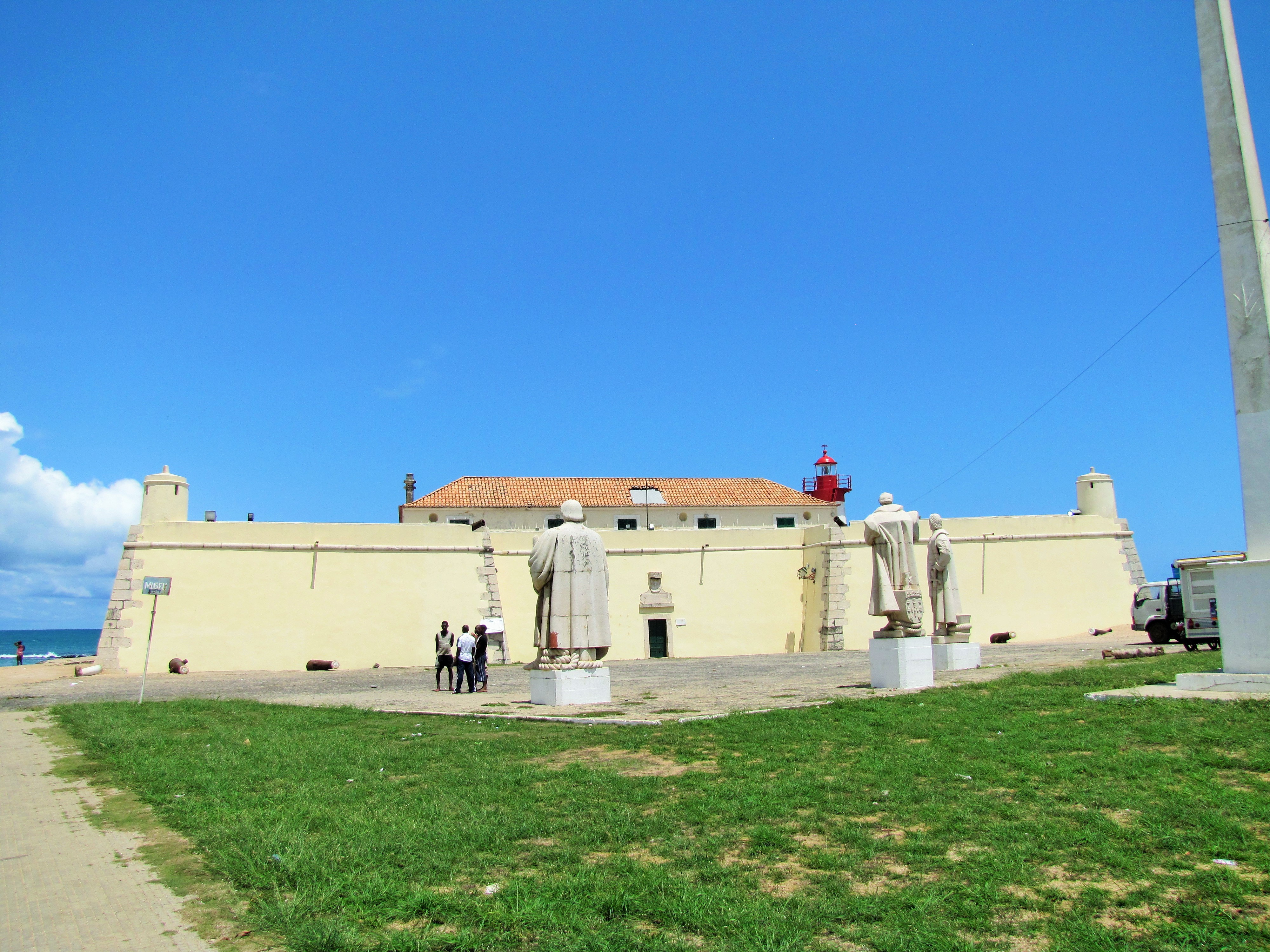
Die 1575 errichtete Festung Fortaleza de São Sebastião, heute Residenz des Nationalmuseums von São Tomé und Príncipe

Am 21. Dezember 1471 entdeckte der portugiesische Seefahrer João de Santarém die Insel São Tomé und am 17. Januar 1472 die Insel Príncipe, beide unbewohnt. Seither gehörte die Inselgruppe zum Portugiesischen Weltreich. Zu den ersten Bewohnern gehörten, neben ersten Beamten und Soldaten, Händlern und Sklaven, auch Kinder: König D. João II zwang den 1492 aus Spanien eingewanderten Juden etwa 2.000 minderjährige Kinder ab und entsandte sie, nach einer Zwangstaufe, zur Besiedlung der neuen Inseln.
Waren die Inseln zunächst vor allem Umschlagplatz für den internationalen Sklavenhandel, wurden sie ab dem 16. Jahrhundert zunehmend selbst in Plantagenwirtschaft bearbeitet. Seither bestimmten Monokulturen die koloniale Wirtschaft der Inseln. Bis zum 18. Jahrhundert herrschte dabei Zuckerrohr vor, danach folgte bis Mitte des 19. Jahrhunderts Kaffee. Seit etwa 1850 dominiert Kakao die Wirtschaft der Inseln, die um 1900 zum größten Kakaoproduzenten der Erde wurden.
Nachdem der Höhepunkt der Kakaoproduktion auf São Tomé und Príncipe nach 1908 überschritten war und die internationale Kritik an der sklavenähnlichen Situation der Kontraktarbeiter auf den Kakaoplantagen weiter zunahm, verschlechterten sich die wirtschaftlichen Bedingungen auf den Inseln deutlich. Spätestens nach dem Massaker von Batepá 1953 erwachte und erstarkte dann hier ein Nationalbewusstsein. Anders als in anderen afrikanischen Kolonien Portugals entbrannte hier kein bewaffneter Unabhängigkeitskrieg. Den politischen Widerstand gegen die portugiesische Kolonialmacht organisierten Exil-São-Toméer von benachbarten afrikanischen Ländern und Portugal aus, allen voran das Movimento de Libertação de São Tomé e Príncipe (MLSTP), das von Gabun aus operierte.
Nach der Nelkenrevolution 1974 in Portugal erhielt São Tomé und Príncipe am 12. Juli 1975 die Unabhängigkeit, die umgehend von Portugal anerkannt wurde.

### Seit 1975

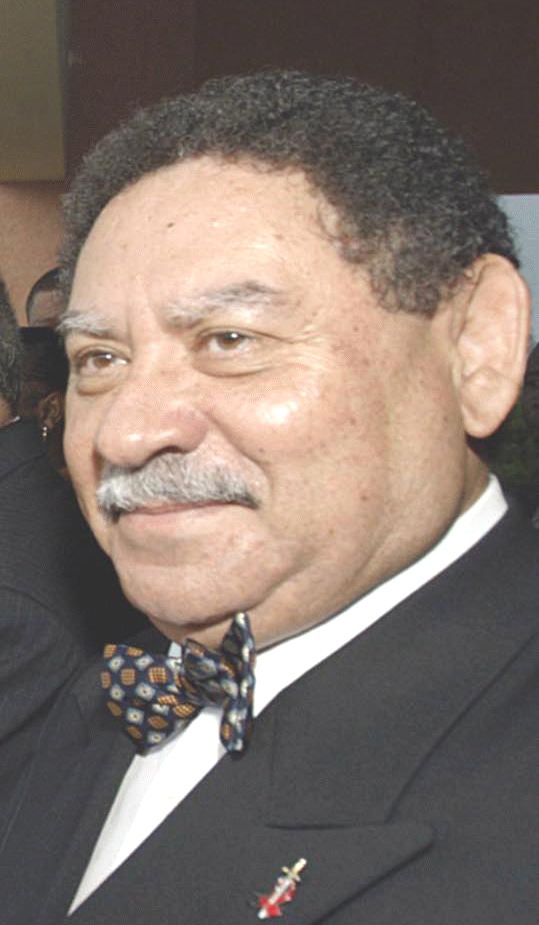
Präsident Fradique de Menezes (2003), Sohn eines Portugiesen und einer São-Toméerin

Erster Präsident des Landes wurde Manuel Pinto da Costa, Generalsekretär der MLSTP, die nun als Einheitspartei das Land regierte.
Am 16. Juli 1975 erfolgte die Akkreditierung des ersten portugiesischen Botschafters in der jungen Republik São Tomé und Príncipe in Person von Amândio Mourão de Mendonça Corte-Real da Silva Pinto.
Bis 1990 pflegte das Land intensivere Beziehungen zur Sowjetunion, zu Kuba, der DDR und zur Volksrepublik China als zur früheren Kolonialmacht Portugal, mit der jedoch weiter gute Beziehungen bestanden nach der befreienden Revolution und dem Ende des repressiven Regimes.
Ab 1991 wandte sich São Tomé und Príncipe von den ehemals sozialistischen Staaten ab und orientierte sich nach Westen. Nach der Parlamentswahl 1991 etablierte sich das demokratische Mehrparteiensystem, und der einstige Anführer der Unabhängigkeitsbewegung, Miguel Trovoada, wurde danach Präsident. Seither näherten sich Portugal und São Tomé und Príncipe noch weiter an, und das Land wurde verstärkt Ziel der portugiesischen Entwicklungszusammenarbeit. 1996 waren beide Länder Gründungsmitglieder der Gemeinschaft der Portugiesischsprachigen Länder.
2001 wurde Fradique de Menezes Präsident des Landes. Der Sohn eines Portugiesen legte dazu vorher seine portugiesische Staatsbürgerschaft ab. Kurz zuvor waren Erdölvorkommen im Golf von Guinea gefunden worden, an denen neben Nigeria auch São Tomé und Príncipe beteiligt ist. Seither ist die wirtschaftliche Bedeutung des Landes gestiegen. In der Folge bauten eine Reihe Länder Beziehungen zu São Tomé und Príncipe auf oder intensivierten sie. Auch die ohnehin guten Beziehungen zu Portugal intensivierten sich und entwickelten nun auch eine wachsende wirtschaftliche Dimension.

## Wirtschaft

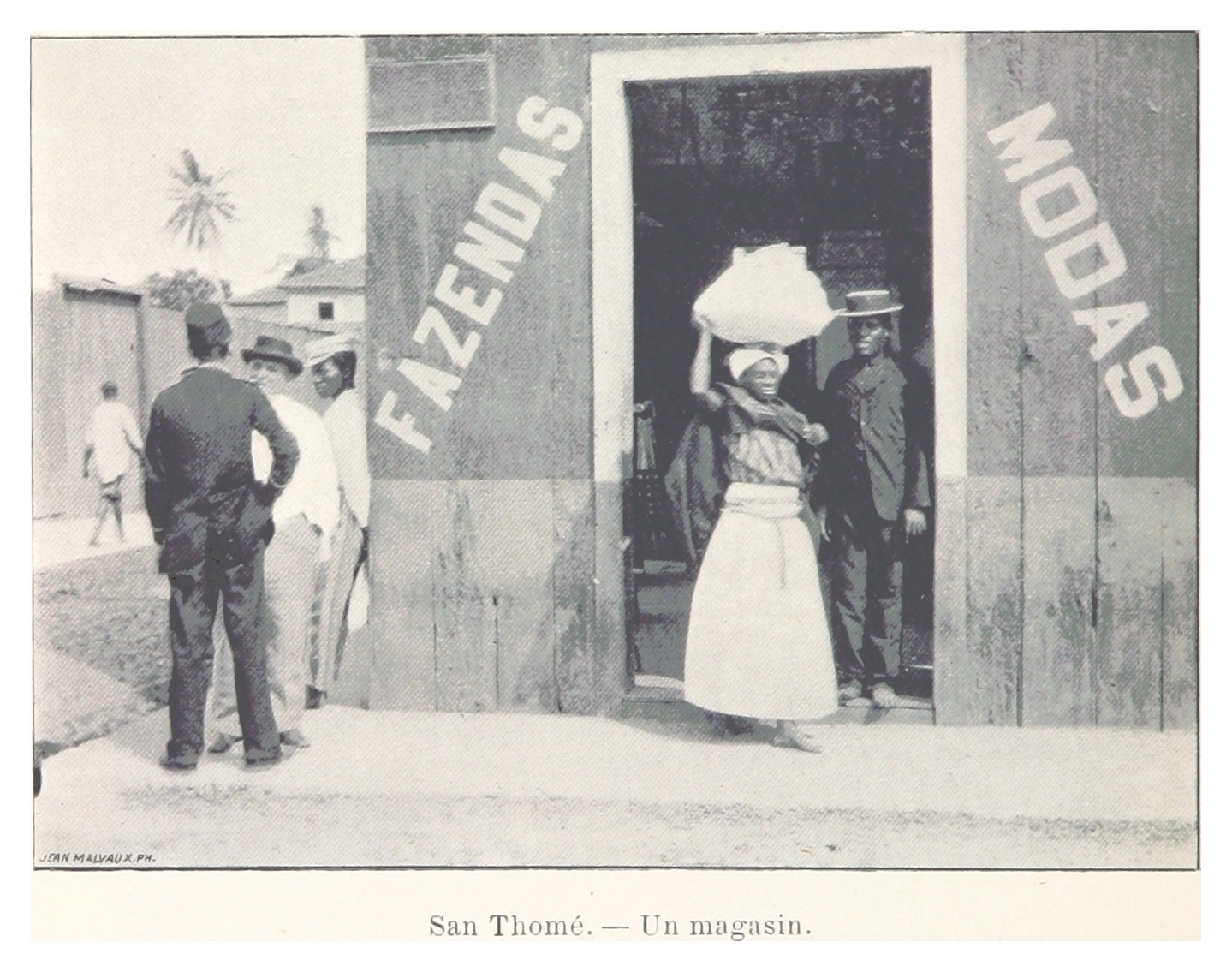
Stoff- und Bekleidungsgeschäft in São Tomé (1899)

Seit einem portugiesisch-são-toméischen Abkommen aus 2009 mit Wirkung zum 1. Januar 2010 ist der São-toméische Dobra fest an den Euro gekoppelt. Der Wechselkurs beträgt seither ein Euro für 24.500 Dobras.
Im Jahr 2015 führte São Tomé und Príncipe Waren und Dienstleistungen aus Portugal im Wert von 70,1 Mio. Euro ein (2014: 73,3 Mio., 2013: 59,6 Mio., 2012: 58,7 Mio., 2011: 59,3 Mio.), davon 22,3 % Lebensmittel, 20,9 % Landwirtschaftliche Erzeugnisse und 15,3 % Maschinen.
Im gleichen Zeitraum importierte Portugal aus São Tomé und Príncipe Waren und Dienstleistungen im Wert von 15,0 Mio. Euro (2014: 15,7 Mio., 2013: 8,8 Mio., 2012: 6,9 Mio., 2011: 4,2 Mio.), davon 60,5 % Metalle, 15,5 % Lebensmittel und 13,3 % chemische Erzeugnisse.
Damit ist São Tomé und Príncipe Ziel für 0,05 % (2014: 0,07 %, 2013: 0,04 %, 2012: 0,06 %, 2011: 0,07 %) der Exporte Portugals und Herkunftsland von 0,11 % (2014: 0,12 %, 2013: 0,07 %, 2012: 0,05 %, 2011: 0,03 %) der Importe Portugals.
Mit über 65 % bezieht São Tomé und Príncipe aus Portugal mit Abstand die meisten seiner Importe, gefolgt von China mit etwa 8 % und Gabun mit etwa 7 %.

## Diplomatie

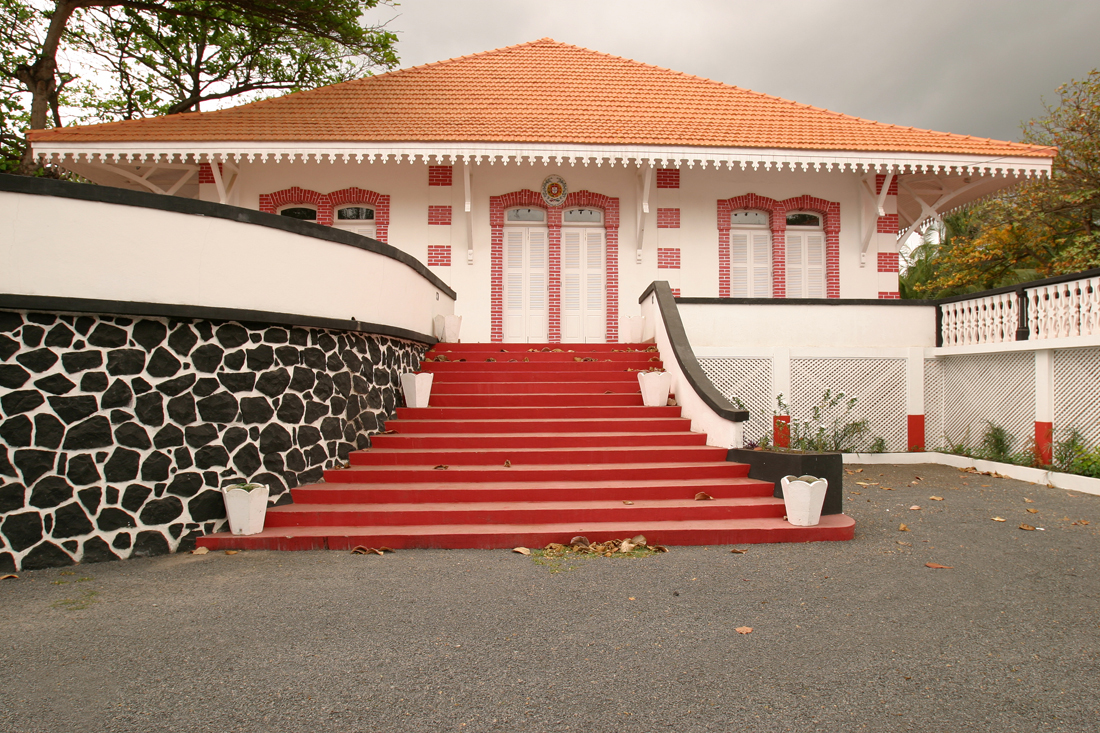
Die portugiesische Botschaft in São Tomé

Die Republik Portugal führt in São Tomé und Príncipe ihre diplomatische Vertretung in der Avenida Marginal 12 de Julho der Hauptstadt São Tomé.
Die Republik São Tomé und Príncipe unterhält in der portugiesischen Hauptstadt Lissabon ihre Botschaft in der Avenida 5 de Outubro Nr. 35. Dies ist zudem die Vertretung des Landes bei der Gemeinschaft der Portugiesischsprachigen Länder.
Zudem existieren zwei Konsulate São Tomé und Príncipes in Portugal, eines in Porto, in der Avenida de Boavista Nr. 1203, und eines in Coimbra, in der Avenida Fernão Magalhães Nr. 170.

## Partnerstädte
Trotz der kleinen Landesgröße São Tomé und Príncipes bestehen inzwischen 31 Städte- und Gemeindefreundschaften mit portugiesischen Kommunen oder werden angebahnt (Stand 2015). Sie sind ein Zeichen der engen portugiesisch-são-toméischen Beziehungen seit der partnerschaftlichen Neuausrichtung der portugiesischen Außenpolitik nach der tiefgreifenden Nelkenrevolution 1974 und dem folgenden Ende der kolonialen Diktatur Portugals. Die erste portugiesisch-são-toméische Städtefreundschaft gingen 1983 die beiden Hauptstädte São Tomé und Lissabon ein.

## Kultur

### Institutionen
Das Instituto Camões ist mit einem Kulturzentrum und Sprachinstitut in der Hauptstadt São Tomé vertreten.
In der 1575 erstmals fertiggestellten portugiesischen Festung Fortaleza de São Sebastião ist das Nationalmuseum der Republik São Tomé und Príncipe untergebracht. Die Anlage wird in der portugiesischen Denkmalliste SIPA unter der Nummer 11773 geführt.
Am Geburtsort des portugiesischen Künstlers Almada Negreiros auf dem Landgut Roça Saudade bei Trindade entsteht seit 2015 mit der Casa Museu Almada Negreiros ein Museum mit Künstlerwerkstatt zu seinem Gedenken.

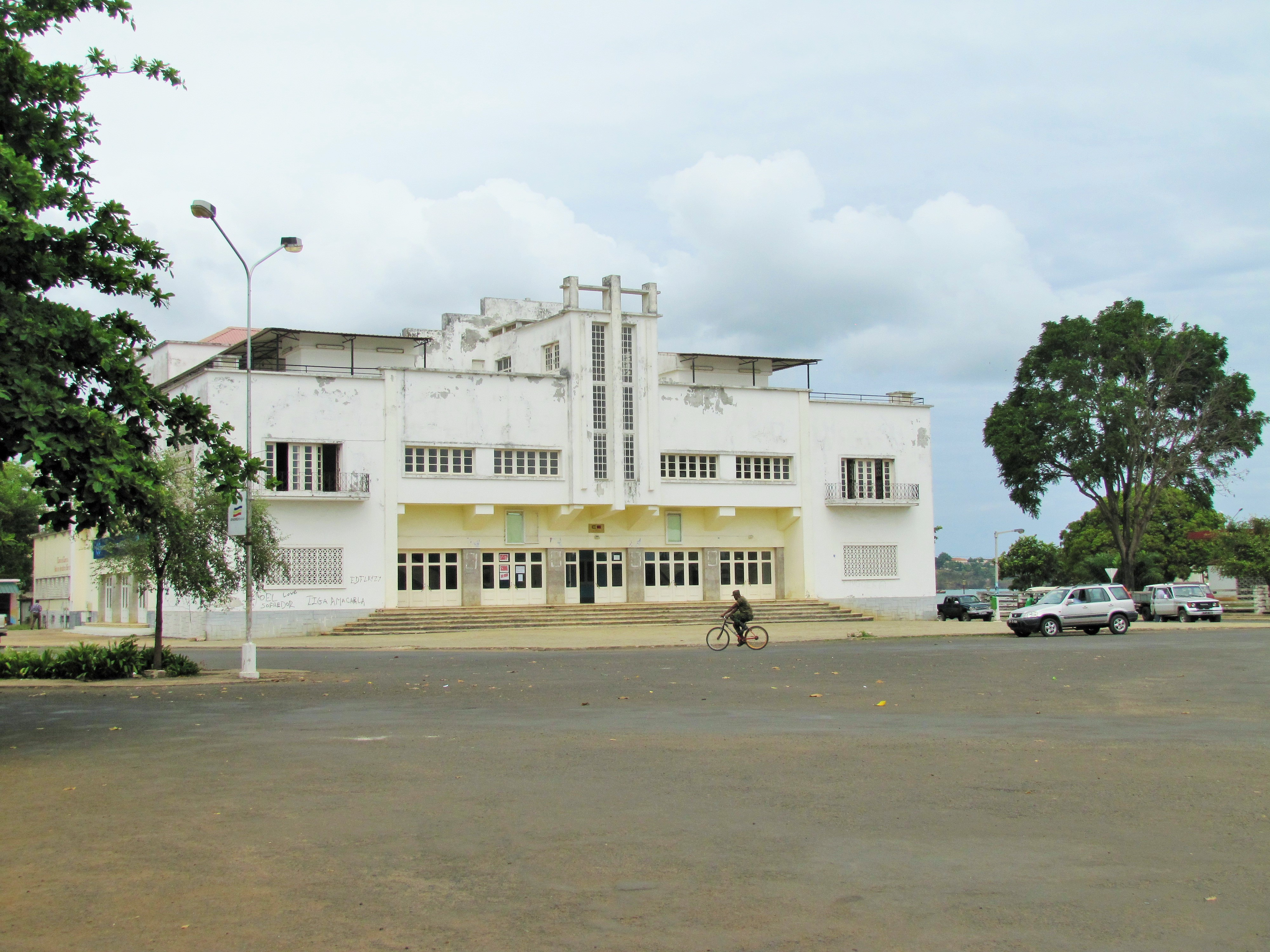
Kino aus portugiesischer Zeit in der Hauptstadt São Tomé

### Film
Das noch am Anfang stehende são-toméische Kino erhielt entscheidenden Aufwind durch den 2011 von são-toméischen und portugiesischen Studenten gegründeten Verein ASSECOM (Associação São-Tomense de Entretenimento e Comunicação Multimédia – Cultural e Artístico, port. für: São-toméischer Verein für kulturelle und künstlerische Unterhaltung und multimediale Kommunikation).
Bekannteste Person der são-toméischen Filmschaffenden dürfte der Schauspieler Ângelo Torres sein, der als Schauspieler insbesondere des portugiesischen Kinos bekannt ist.

### Literatur

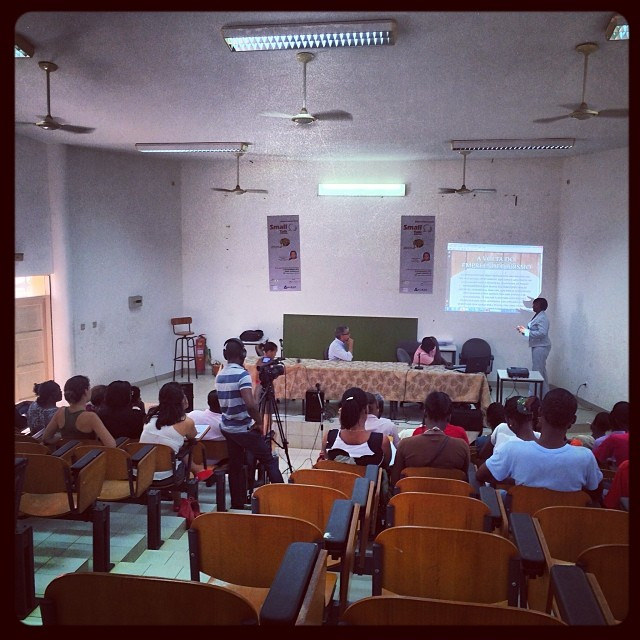
Vortrag im Februar 2014 über das Unternehmertum in einem Hörsaal des Instituto Superior Politécnico, inzwischen eine Fakultät der UPSTP

## Bildung
Bis zur Unabhängigkeit des Landes von Portugal gab es wenig weiterführende Schulen und keine Hochschule in São Tomé und Príncipe. Nach der Unabhängigkeit 1975 mussten Studierende mit einem staatlichen Stipendium ins Ausland gehen, entweder in befreundete sozialistische Staaten oder nach Portugal. In den 1990er Jahren begann dann der Aufbau eines Hochschulwesens im Land, mit der Einrichtung zweier polytechnischer Hochschulen (Institutos Superiores, vergleichbar in etwa den deutschen Fachhochschulen).
Die erste Universität im Land eröffnete 2006 mit der örtlichen Niederlassung der privaten portugiesischen Universität Lusíada.
2014 wurde die Universidade Pública de São Tomé e Príncipe (UPSTP) eingeweiht, die erste staatliche Universität des Landes. Die Regierung benötigt zum Betrieb der Universität seither die Hilfe Portugals und Brasiliens.

## Sport

### Fußball

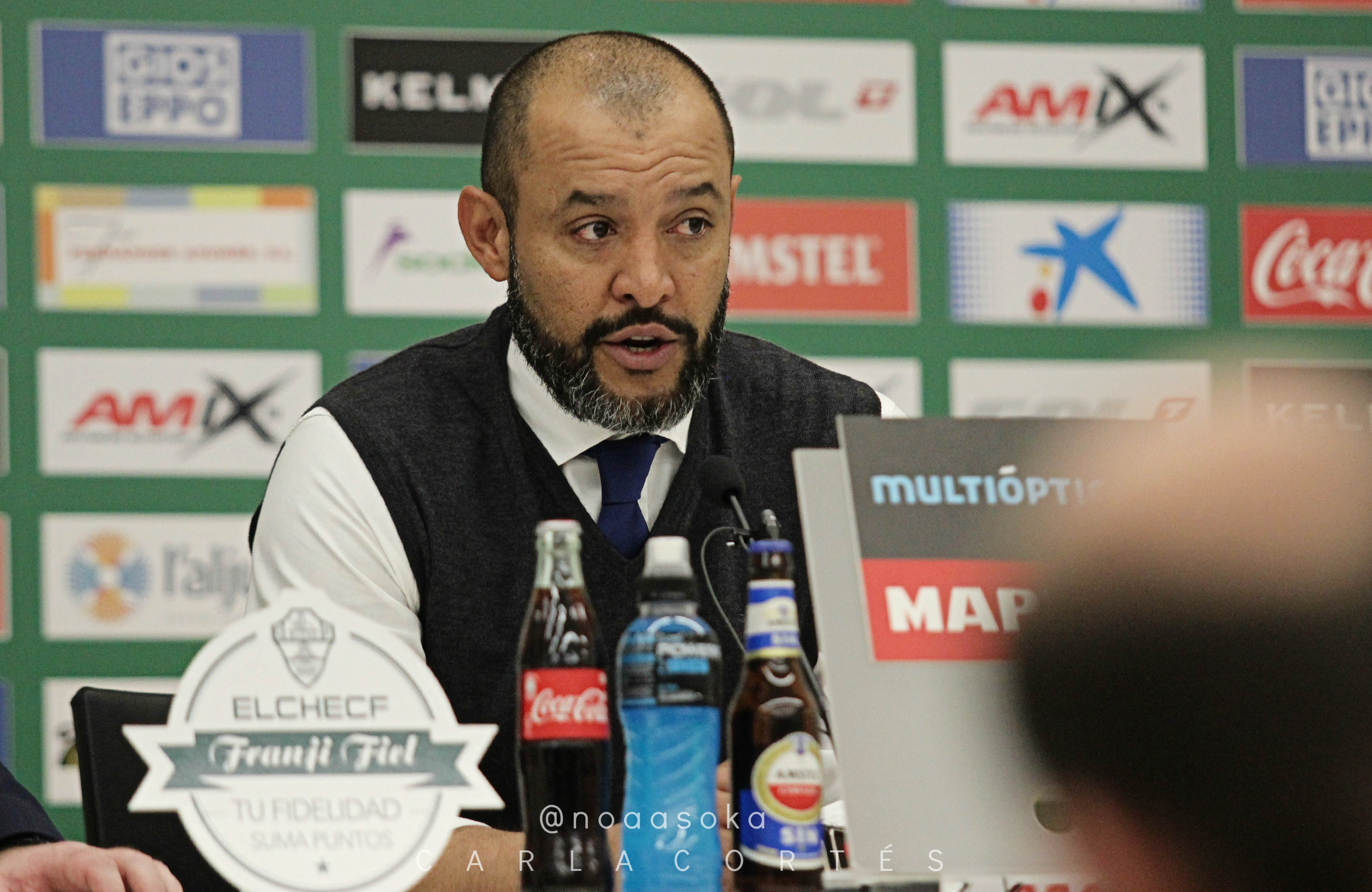
Nuno Espírito Santo (2015, als Trainer des FC Valencia)

Fußball ist in beiden Ländern unbestrittener Nationalsport. Bedingt durch die jahrhundertelange Zugehörigkeit zu Portugal ist der Fußball in São Tomé und Príncipe stark durch den portugiesischen Fußball geprägt. So wird die sãotoméische Fußballmeisterschaft von Teams dominiert, die ursprünglich als Filialvereine portugiesischer Klubs gegründet wurden, etwa Rekordmeister Sporting Clube da Praia Cruz, ein Filialverein des portugiesischen Spitzenklubs Sporting Lissabon.
Die portugiesische Fußballnationalmannschaft und die Nationalelf von São Tomé und Príncipe sind bisher nicht gegeneinander angetreten, auch die portugiesische Fußballnationalmannschaft der Frauen und die Frauen-Nationalmannschaft von São Tomé und Príncipe haben noch nicht gegeneinander gespielt (Stand Juli 2019). Ein wesentlicher Grund ist die prekäre finanzielle Situation im kleinen Inselstaat São Tomé und Príncipe, die beispielsweise zwischen 2003 und 2011 zum weitgehenden Stillstand der Männer-Nationalmannschaft führte.
Spieler aus São Tomé und Príncipe werden häufig nach Portugal verpflichtet und spielen dort von unterklassigen Ligen bis hinauf in die Primeira Liga und die Nationalmannschaft, etwa der sãotoméische Nationalspieler Luís Leal. Häufig nehmen sie danach die portugiesische Staatsangehörigkeit an und spielen auch für die Nationalmannschaft Portugals, etwa Gedson Fernandes oder auch Nuno Espírito Santo, der kurzzeitig portugiesischer Nationaltorwart war und danach Trainer wurde, u. a. vom FC Porto.

### Andere

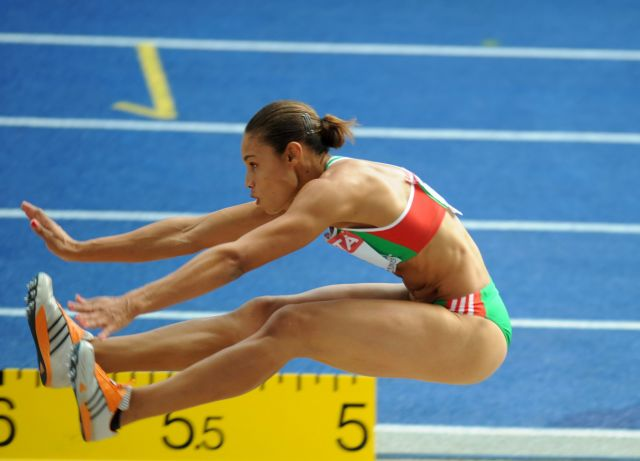
Die in São Tomé geborene Portugiesin Naide Gomes bei den Weltmeisterschaften 2009 in Berlin

Sportler aus São Tomé und Príncipe gehen mangels Möglichkeiten auf dem kleinen Inselstaat häufig nach Portugal, wo sie für portugiesische Teams antreten. Häufig nehmen sie auch die portugiesische Staatsangehörigkeit an und erringen Titel für Portugal. Besonders erfolgreiche Beispiele sind die Leichtathletin Naide Gomes oder auch der Judoka Jorge Fonseca, der bei den Weltmeisterschaften 2019 in Tokio den ersten Weltmeistertitel für Portugal und bei Olympia 2021 an gleicher Stelle eine Bronzemedaille gewann. Der olympische Sprinter Yazaldes Nascimento startete zunächst für São Tomé und Príncipe, später für Portugal. 
In Gegenrichtung stammen Sportler, die für São Tomé und Príncipe abtreten, häufig aus Portugal, meist aus Familien são-toméischer Abstammung, etwa der olympische Leichtathlet Romário Leitão oder der Fußballnationalspieler Luís Leal.
Die são-toméische Läuferin D’Jamila Tavares stellte 2020 in Lissabon einen neuen Landesrekord über 2000 Meter Hindernis auf.
Athleten beider Länder trafen bisher bei allen Jogos da Lusofonia, den Spielen der portugiesischsprachigen Welt aufeinander.